# Гюшан (об'єднання муніципалітетів Везьо-д'Ор)
Гюша́н, Ґюшан (фр. Guchen) — муніципалітет у Франції, у регіоні Окситанія, департамент Верхні Піренеї. Населення — 325 осіб (01.01.2021).
Муніципалітет розташований на відстані близько 690 км на південь від Парижа, 125 км на південний захід від Тулузи, 50 км на південний схід від Тарба.

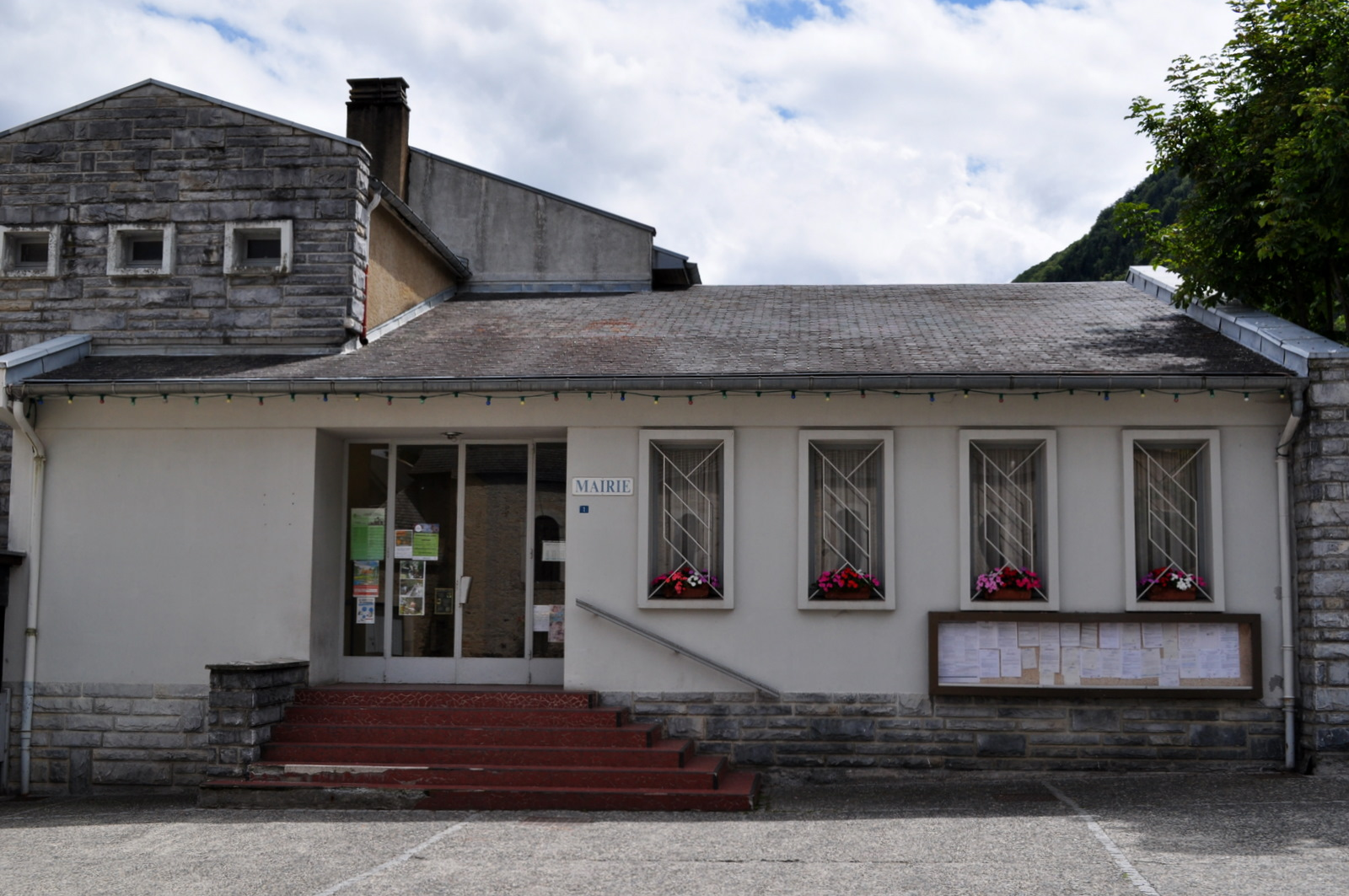

## Назва
У департаменті Приморська Сена є два муніципалітети, назви яких передаються українською як Гюшан: Guchen та Guchan. Обидва муніципалітети знаходяться в окрузі Баньєр-де-Бігорр та кантоні Нест, Ор і Лурон, але входять до різних об'єднань муніципалітетів: Guchen належить до Везьо-д'Ор (фр. Véziaux d'Aure), а Guchan — до От-Валле-д'Ор (фр. Haute Vallée d'Aure).

## Історія
До 2015 року муніципалітет перебував у складі регіону Південь-Піренеї. Від 1 січня 2016 року належить до нового об'єднаного регіону Окситанія.

## Демографія
Динаміка населення (Insee  ):
Розподіл населення за віком та статтю (2006):
| Стать | Всього | До 15 років | 15-24 | 25-44 | 45-64 | 65-85 | Понад 85 |
| --- | ------ | ----------- | ----- | ----- | ----- | ----- | -------- |
| Чоловіки | 150    | 29          | 17    | 38    | 41    | 16    | 9        |
| Жінки | 191    | 26          | 4     | 46    | 24    | 59    | 32       |
| \| Статево-вікова піраміда \| Статево-вікова піраміда \| Статево-вікова піраміда \| \| ----------------------- \| ----------------------- \| ----------------------- \| \| Чоловіки \| Вік \| Жінки \| \| 9 \| 85 + \| 32 \| \| 8 \| 80-84 \| 19 \| \| 4 \| 75-79 \| 19 \| \| 4 \| 70-74 \| 13 \| \| 0 \| 65-69 \| 8 \| \| 8 \| 60-64 \| 4 \| \| 17 \| 55-59 \| 4 \| \| 8 \| 50-54 \| 8 \| \| 8 \| 45-49 \| 8 \| \| 13 \| 40-44 \| 21 \| \| 17 \| 35-39 \| 8 \| \| 4 \| 30-34 \| 13 \| \| 4 \| 25-29 \| 4 \| \| 4 \| 20-24 \| 4 \| \| 13 \| 15-20 \| 0 \| \| 17 \| 10-14 \| 13 \| \| 4 \| 5-9 \| 13 \| \| 8 \| 0-4 \| 0 \| |        |             |       |       |       |       |          |
| Статево-вікова піраміда |        |             |       |       |       |       |          |
| Чоловіки | Вік    | Жінки       |       |       |       |       |          |
| 9 | 85 +   | 32          |       |       |       |       |          |
| 8 | 80-84  | 19          |       |       |       |       |          |
| 4 | 75-79  | 19          |       |       |       |       |          |
| 4 | 70-74  | 13          |       |       |       |       |          |
| 0 | 65-69  | 8           |       |       |       |       |          |
| 8 | 60-64  | 4           |       |       |       |       |          |
| 17 | 55-59  | 4           |       |       |       |       |          |
| 8 | 50-54  | 8           |       |       |       |       |          |
| 8 | 45-49  | 8           |       |       |       |       |          |
| 13 | 40-44  | 21          |       |       |       |       |          |
| 17 | 35-39  | 8           |       |       |       |       |          |
| 4 | 30-34  | 13          |       |       |       |       |          |
| 4 | 25-29  | 4           |       |       |       |       |          |
| 4 | 20-24  | 4           |       |       |       |       |          |
| 13 | 15-20  | 0           |       |       |       |       |          |
| 17 | 10-14  | 13          |       |       |       |       |          |
| 4 | 5-9    | 13          |       |       |       |       |          |
| 8 | 0-4    | 0           |       |       |       |       |          |

## Економіка
2010 року серед 208 осіб працездатного віку (15—64 років) 164 були активними, 44 — неактивними (показник активності 78,8%, у 1999 році було 77,8%). З 164 активних мешканців працювало 155 осіб (83 чоловіки та 72 жінки), безробітними було 9 (5 чоловіків та 4 жінки). Серед 44 неактивних 12 осіб було учнями чи студентами, 20 — пенсіонерами, 12 були неактивними з інших причин.

У 2010 році в муніципалітеті числилось 138 оподаткованих домогосподарств, у яких проживали 282,5 особи, медіана доходів виносила 15 667 євро на одного особоспоживача